# Luptă sau fugi (Star Trek: Enterprise)
„Luptă sau fugi” (titlu original: „Fight or Flight”) este al treilea episod din primul sezon al serialului TV american științifico-fantastic Star Trek: Enterprise. A avut premiera la 3 octombrie 2001.
Episodul a fost regizat de Allan Kroeker după un scenariu de Rick Berman și Brannon Braga .

## Prezentare
Hoshi Sato își înfruntă temerile pe o navă extraterestră al cărei echipaj fusese ucis, în timp ce Malcolm Reed încearcă să îmbunătățească sistemele defensive ale navei. 

## Actori ocazionali
- Jeff Rickets - Alien Captain
- Efrain Figueroa - Translator Voice